# Wybory parlamentarne w Australii w 2007 roku
Federalne wybory parlamentarne w Australii odbyły się 24 listopada 2007 roku. Wyborcy decydowali o obsadzie wszystkich 150 miejsc w Izbie Reprezentantów oraz 40 z 76 mandatów w Senacie. Przyniosły porażkę rządzącej od 1996 roku koalicji Liberalnej Partii Australii (LPA) i Narodowej Partii Australii (NPA), a tym samym koniec rządów premiera Johna Howarda. Premier doznał osobistego upokorzenia, będąc zaledwie drugim w historii szefem rządu, który stracił swój mandat parlamentarny w czasie pełnienia urzędu. Bardzo złe wyniki uzyskali także Australijscy Demokraci, którzy znaleźli się całkowicie poza parlamentem. Do władzy po 13 latach powróciła Australijska Partia Pracy (ALP), która sformowała zaprzysiężony 3 grudnia 2007 gabinet Kevina Rudda.
Barwy partyjne zmieniło 26 ze 149 dotychczasowych jednomandatowych okręgów wyborczych do Izby Reprezentantów. W 22 przypadkach przeszły one z rąk LPA do ALP, w dwóch w przeciwnym kierunku. Dwa mandaty na rzecz ALP straciła również NPA. Na wyborczej mapie Australii zadebiutował też nowy okręg wyborczy Flynn w stanie Queensland, zaś jego pierwszym reprezentantem został Chris Trevor z NPA.

## Wyniki

### Izba Reprezentantów
Wybory odbyły się w 150 jednomandatowych okręgach wyborczych.

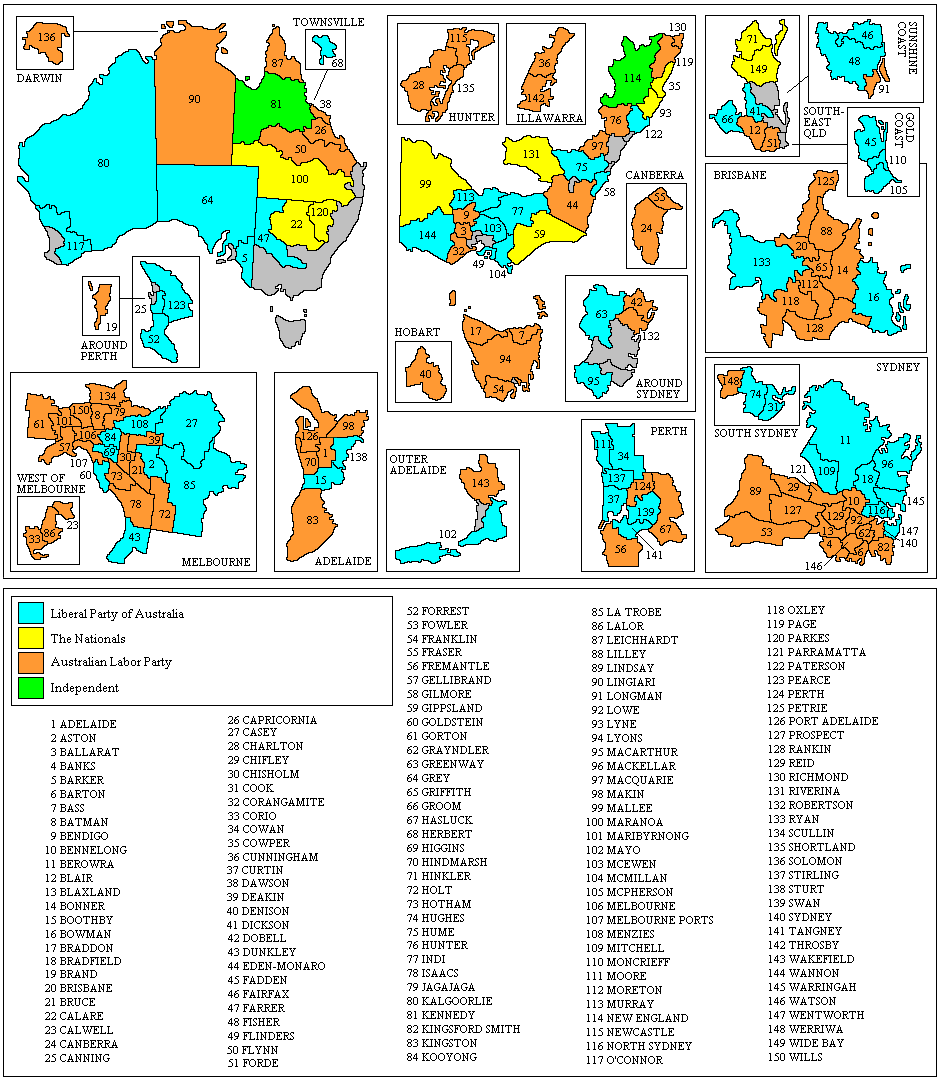
Mapa pokazująca wyniki w poszczególnych okręgach wyborczych do Izby Reprezentantów. Kolor pomarańczowy – ALP, niebieski – LPA, żółty – NPA, zielony – niezależni

| Partia                     | %     | zmiana | mandaty | zmiana |
| -------------------------- | ----- | ------ | ------- | ------ |
| Australijska Partia Pracy  | 43,38 | +5,74  | 83      | +23    |
| Liberalna Partia Australii | 36,60 | -4,22  | 55      | -20    |
| Australijscy Zieloni       | 7,79  | +0,60  | 0       | 0      |
| Narodowa Partia Australii  | 5,49  | -0,40  | 10      | -2     |
| Family First Party         | 1,99  | -0,02  | 0       | 0      |
| Australijscy Demokraci     | 0,72  | -0,51  | 0       | 0      |
| niezależni                 | 2,23  | -0,27  | 2       | -1     |
| inne partie                | 1,79  | +0,25  | 0       | 0      |

### Senat
W każdym ze stanów wybierano po trzech senatorów, zaś w Terytorium Północnym i w Australijskim Terytorium Stołecznym po dwóch. Każdy stan lub terytorium stanowił w całości jeden, wielomandatowy okręg wyborczy. Zastosowano ordynację proporcjonalną. LPA i NPA wystawiły wspólne listy wyborcze. Rubryka „łącznie” oznacza łączną liczbę mandatów w Senacie posiadanych po wyborach – z uwzględnieniem tych, które nie były przedmiotem głosowania.
| Partia                    | %     | zmiana | mandaty | zmiana | łącznie |
| ------------------------- | ----- | ------ | ------- | ------ | ------- |
| Australijska Partia Pracy | 40,30 | +5,28  | 18      | +4     | 32      |
| LPA/NPA                   | 39,94 | -5,15  | 18      | -2     | 37      |
| Australijscy Zieloni      | 9,04  | +1,38  | 3       | +1     | 5       |
| Family First Party        | 1,62  | -0,14  | 0       | 0      | 1       |
| Australijscy Demokraci    | 1,29  | -0,80  | 0       | -4     | 0       |
| niezależni                | 1,38  | -0,13  | 1       | +1     | 1       |
| inne partie               | 6,43  | -0,44  | 0       | 0      | 0       |